# Leandra lutea
Leandra lutea är en tvåhjärtbladig växtart som beskrevs av Célestin Alfred Cogniaux. Leandra lutea ingår i släktet Leandra och familjen Melastomataceae. Inga underarter finns listade i Catalogue of Life.